# Muhammad Ali vs. Larry Holmes
Larry Holmes vs. Muhammad Ali, sponsorizzato come "The Last Hurrah", è stato un incontro di pugilato disputatosi il 2 ottobre 1980 presso il Caesars Palace di Las Vegas, Nevada, Stati Uniti d'America. Il match era valido per i titoli WBC e Lineare dei pesi massimi. L'incontro fu vinto da Holmes per ritiro di Ali al decimo round.

## Contesto
Per molto tempo, Larry Holmes era stato lo sparring partner di Ali. «Lui viveva con Ali. Fecero centinaia di round insieme», disse Rollie Schwartz, ex presidente della AAU Boxing Commission, prima del match.
Dopo aver sconfitto Leon Spinks il 15 settembre 1978 riconquistando il titolo di campione mondiale WBA dei pesi massimi, Ali annunciò il suo ritiro dal ring nel giugno 1979. Il 14 febbraio 1980, Ali dichiarò alla Associated Press di essere sicuro al 75% che non sarebbe tornato a combattere. Il 5 marzo, accettò invece la sfida di John Tate, nuovo campione WBA dei massimi, per un match da disputarsi in giugno. Tuttavia, Tate perse il titolo contro Mike Weaver per KO al 15º round il 31 marzo. Alla conferenza stampa del 16 aprile, Ali disse che avrebbe combattuto con il campione WBC Larry Holmes. L'annuncio arrivò a sorpresa, dato che la conferenza stampa era stata presentata come la firma del contratto per il match tra Ali e Weaver. Ali riferì che gli accordi con Weaver erano saltati la sera prima quando il promoter di Weaver, Bob Arum, aveva avanzato nuove richieste "totalmente inaccettabili".
Il 28 aprile fu ufficialmente annunciato che Ali e Holmes si sarebbero affrontati l'11 luglio a Rio de Janeiro allo stadio Maracanà. Don King e Murad Muhammad dissero che Ali avrebbe ricevuto una borsa di 8 milioni di dollari mentre a Holmes sarebbero andati 4 milioni. Tuttavia, l'annuncio venne smentito dalla dirigenza dello stadio, che si disse "all'oscuro di tutto". La nuova sede scelta fu quindi il Caesars Palace di Las Vegas e la nuova data fissata per il match fu il 2 ottobre 1980.
Causa le perplessità sullo stato di salute di Muhammad Ali, la Nevada State Athletic Commission sottopose l'ex campione ad esami medici presso la Mayo Clinic in Minnesota per rilasciargli la licenza per combattere. Ali entrò in clinica il 23 luglio 1980. Gli esami neurologici furono condotti dal dottor Frank Howard.
All'epoca Ali pesava 99 kg o 217 1⁄2 libbre, il suo peso più basso fin dai tempi del suo match contro George Foreman nel 1974.

## L'incontro
Non ci furono atterramenti durante il match, ma Holmes dominò la contesa aggiudicandosi ogni round ai punti. Holmes vinse per KO tecnico dopo che Angelo Dundee, l'allenatore di Ali, gettò la spugna fermando il match dopo la decima ripresa.

### Arbitro e giudici
- Arbitro: Richard Greene
- Giudice: Chuck Minker
- Giudice: Duane Ford
- Giudice: Richard Steele

## Controversie
Secondo quanto riportato dal Telegraph, le condizioni di salute di Ali erano precarie e non sarebbe stato in grado di combattere: 
 Secondo Ferdie Pacheco, l'ex medico di Ali, "tutte le persone coinvolte in questo incontro andrebbero arrestate. Questo match fu un abominio, un crimine". Pacheco aveva abbandonato l'incarico di dottore di Ali già nel 1977, dopo la difficile vittoria del pugile contro Earnie Shavers. Pacheco dichiarò di aver inviato tutti gli esami clinici di Ali ad Angelo Dundee, Jabir Herbert Muhammad, Ali, e Veronica Porché Ali, avvertendo tutti dei "pericoli connessi con un proseguimento dell'attività agonistica". Il medico disse di non aver mai ricevuto nessun riscontro ai suoi avvertimenti.
Nel 2012, Ali incontrò Pacheco per l'ultima volta e gli disse: «Avevi ragione tu».